# Muscle long extenseur de l'hallux

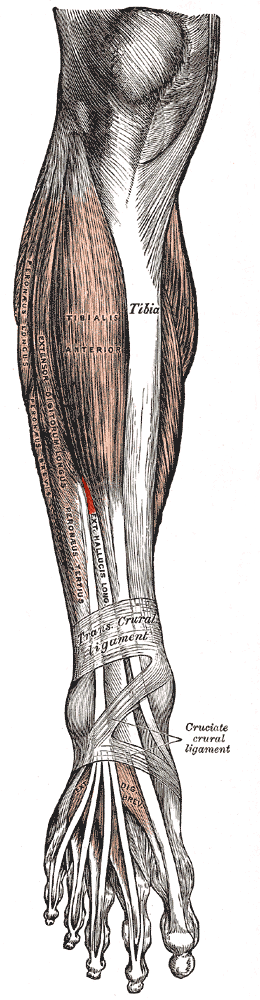
Le muscle long extenseur de l'hallux.

Le muscle long extenseur de l'hallux (ou muscle extenseur propre du gros orteil) est un muscle du membre inférieur situé dans la jambe. Il est contenu dans la loge crurale antérieure.

## Description
Le muscle long extenseur de l'hallux est le muscle le plus profond de la loge crurale antérieure. Il relie la fibula à la phalange distale de l'hallux. 

## Origine
Le muscle long extenseur de l'hallux se fixe sur la partie moyenne de la face médiale de la fibula et de la partie voisine de la membrane interosseuse. Il peut aller même jusqu'au tibia.

## Trajet
Le muscle long extenseur de l'hallux descend verticalement en dehors du muscle tibial antérieur, se transforme en tendon et passe sous le rétinaculum des muscles extenseurs du pied entouré d'une gaine synoviale.

## Terminaison
Le tendon du muscle long extenseur de l'hallux s'insère à la base de la face dorsale de la phalange distale du gros orteil (hallux).

## Innervation
Le muscle long extenseur de l'hallux est innervé par une branche du nerf fibulaire profond.

## Vascularisation
Le muscle long extenseur de l'hallux est vascularisé par une branche de l'artère tibiale antérieure.

## Anatomie fonctionnelle
Le muscle long extenseur de l'hallux est extenseur des deux articulations du premier orteil et est légèrement fléchisseur dorsal du pied sur la jambe.
Le muscle long fléchisseur de l'hallux et le muscle court fléchisseur de l'hallux sont antagonistes du muscle long extenseur de l'hallux .

## Galerie

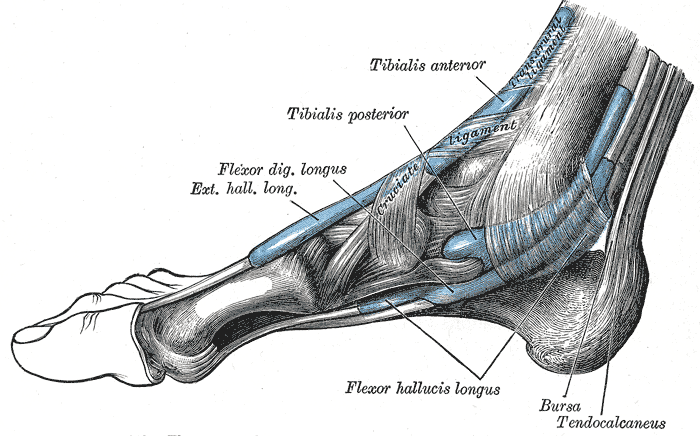
Les gaines synoviales de la cheville. Vue interne.
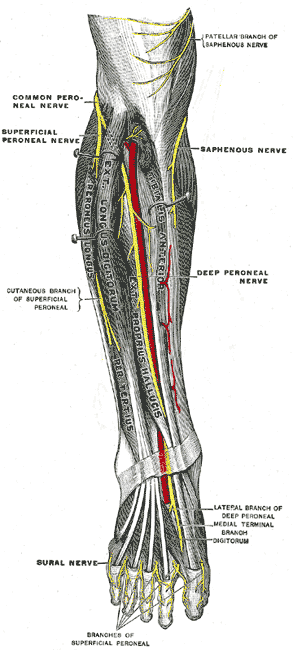
Les nerts profonds de la partie antérieure de la jambe.
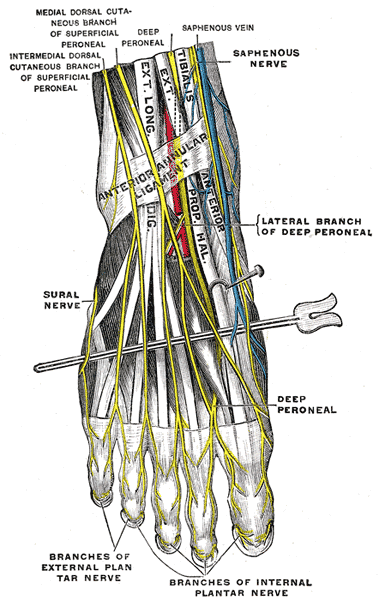
Les nerfs du dos du pied.

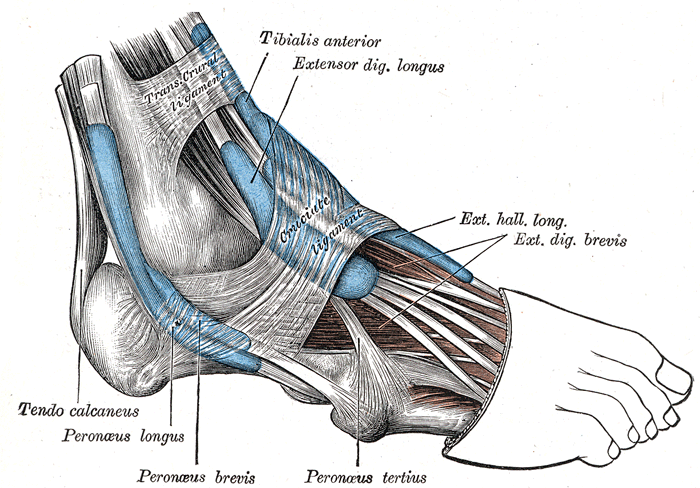
Les gaines synoviales de la cheville. Vue externe.
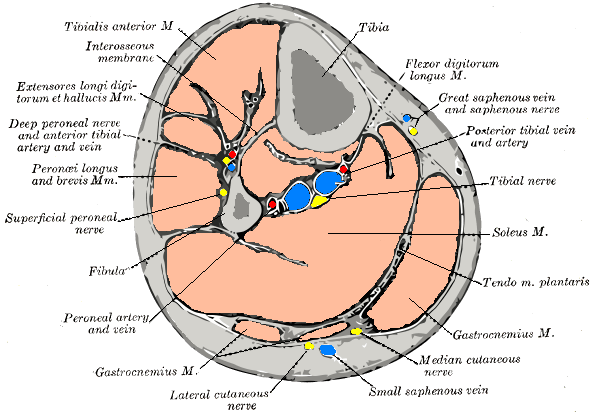
Coupe de la jambe. Tiers moyen.